# Megalopsallus
Megalopsallus är ett släkte av insekter. Megalopsallus ingår i familjen ängsskinnbaggar.

## Dottertaxa tillMegalopsallus, i alfabetisk ordning[1]
- Megalopsallus atriplicis
- Megalopsallus brendae
- Megalopsallus brittoni
- Megalopsallus californicus
- Megalopsallus ellae
- Megalopsallus ephedrae
- Megalopsallus ephedrellus
- Megalopsallus femoralis
- Megalopsallus flammeus
- Megalopsallus froeschneri
- Megalopsallus humeralis
- Megalopsallus knowltoni
- Megalopsallus latifrons
- Megalopsallus marmoratus
- Megalopsallus nicholi
- Megalopsallus nigricaput
- Megalopsallus nigrofemoratus
- Megalopsallus nuperus
- Megalopsallus pallidus
- Megalopsallus pallipes
- Megalopsallus parapunctipes
- Megalopsallus pictipes
- Megalopsallus punctatus
- Megalopsallus punctipes
- Megalopsallus rubricornis
- Megalopsallus rubropictipes
- Megalopsallus sarcobati
- Megalopsallus schwartzi
- Megalopsallus sparsus
- Megalopsallus teretis